# Кружевная салфетка

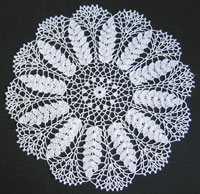
Изображение колосьев спелой пшеницы, используемых в качестве столового текстиля.

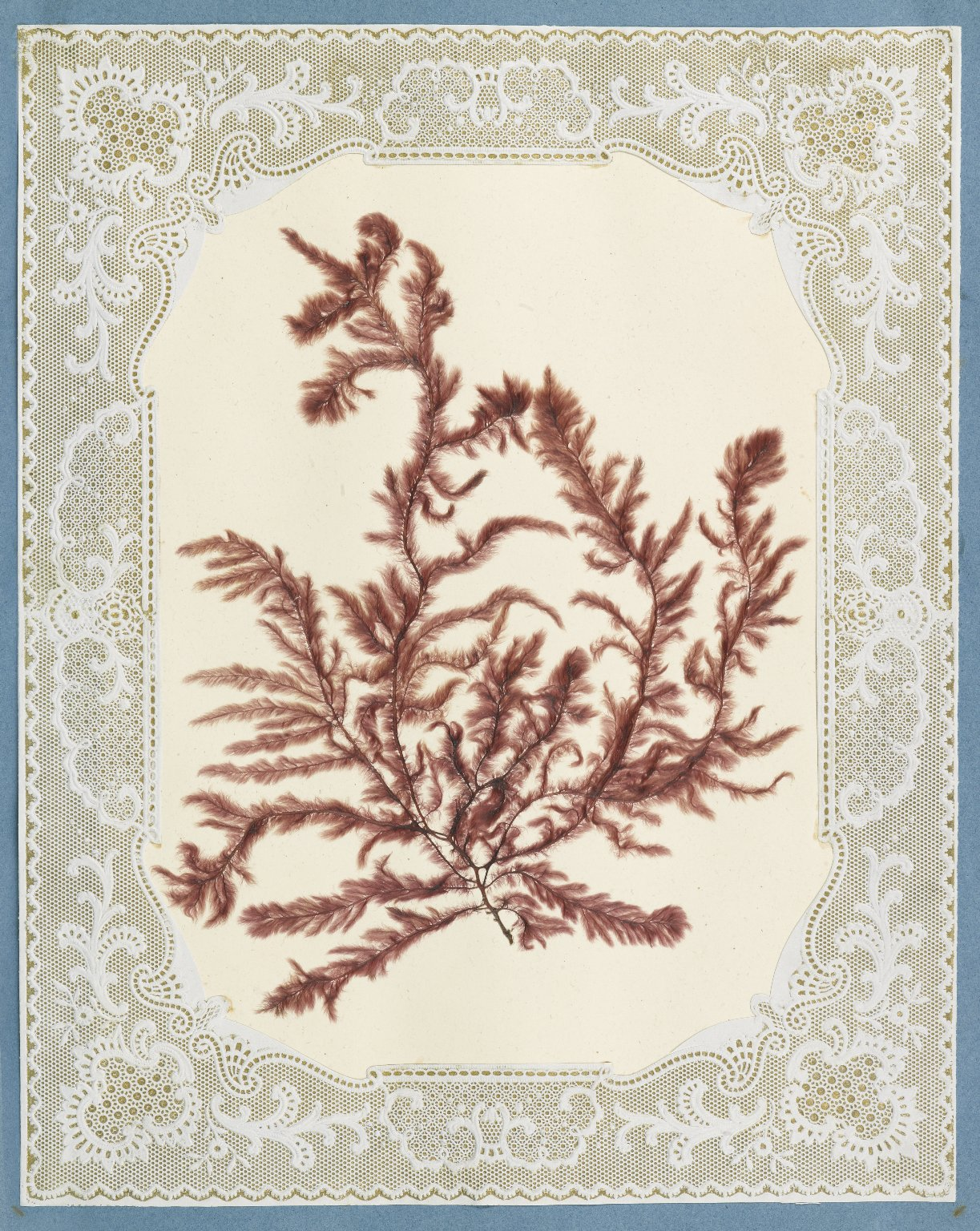
Элиза А. Джордсон, Бруклин, штат Луизиана, 1848 г. Образец водорослей или морских водорослей, наклеенный на цветную плотную бумагу, обрамленный бумажными кружевными салфетками. Бруклинский музей

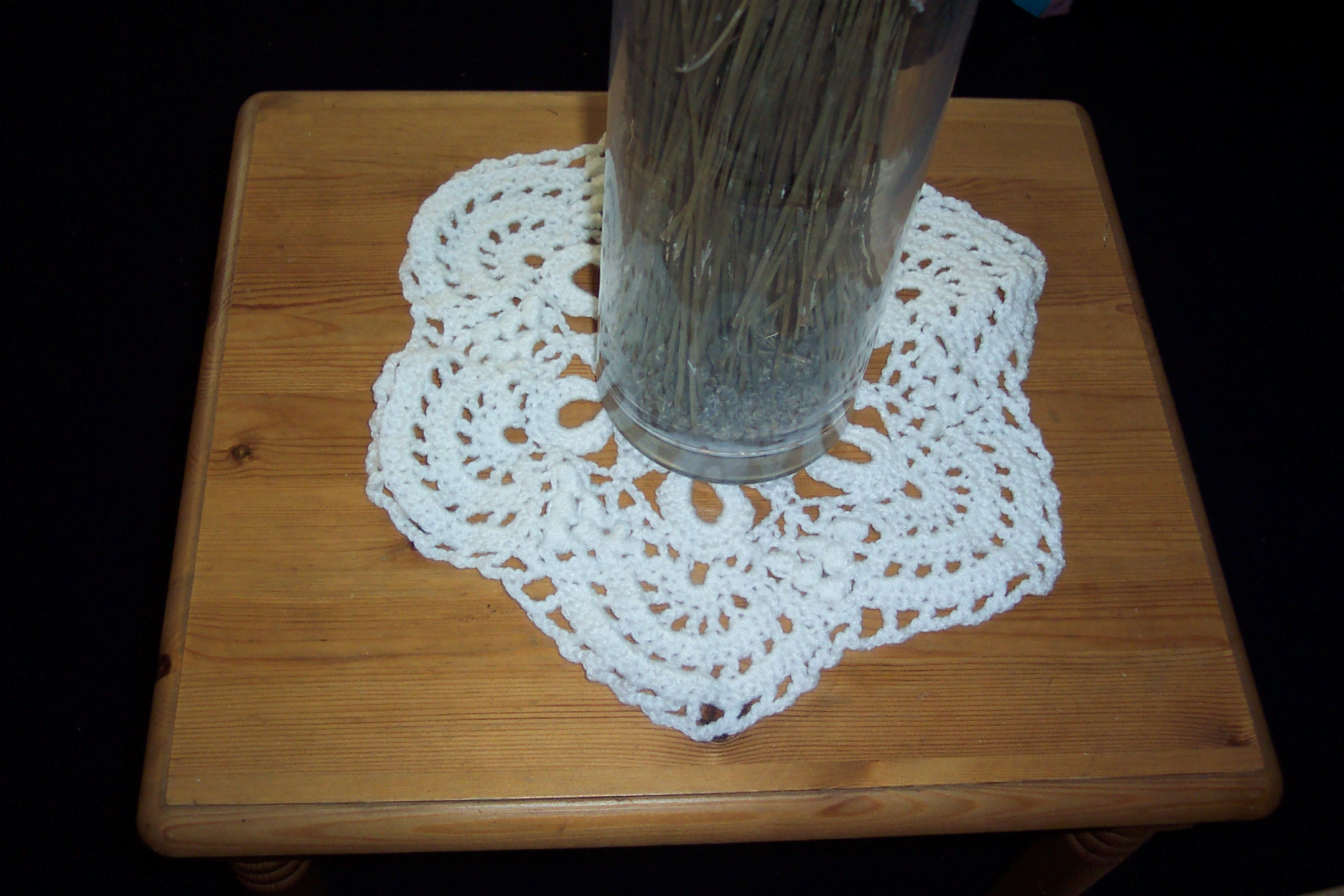
Вязаная салфетка под вазой для защиты мебели

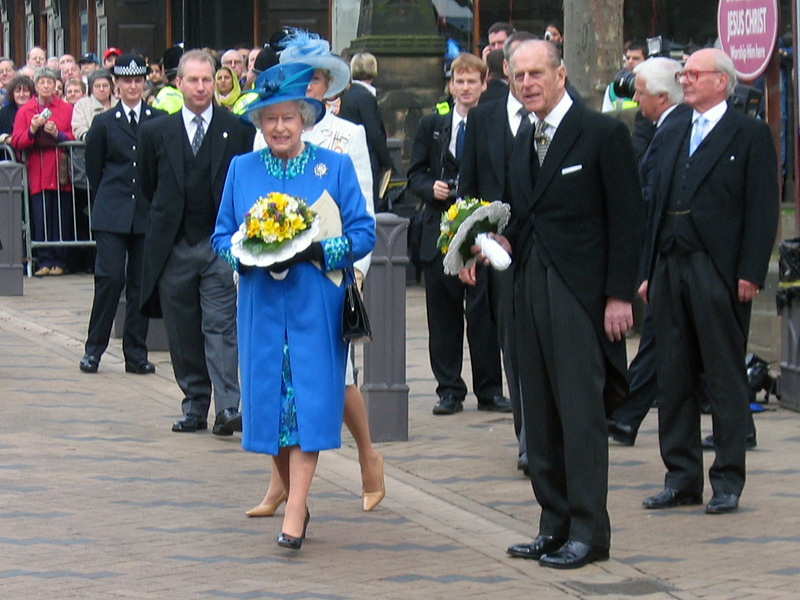
Королева Елизавета II держит букет цветов, завернутый в салфетки.

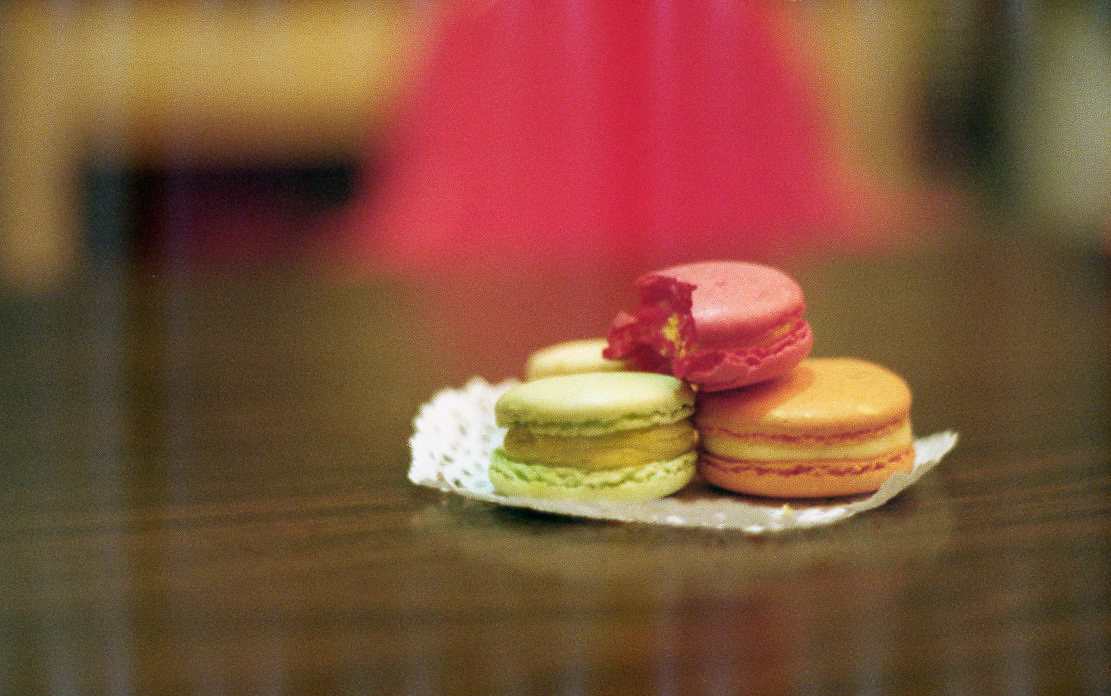
Макароны на бумажной салфетке

Кружевная салфетка — декоративный предмет интерьера или аксессуар, обычно сделанный из бумаги или ткани, с использованием кружевных мотивов.
Используется для защиты поверхностей или как декоративный предмет: во флористике, в декорировании предметов интерьера, в качестве головного убора или украшения одежды, в оформлении свадеб.
В интерьере большое количество использование кружевных салфеток формирует декоративный стиль, стиль Прованс.
В 2010-х годах используется как сувенир, объект коллекционирования и экспонирования.

## История

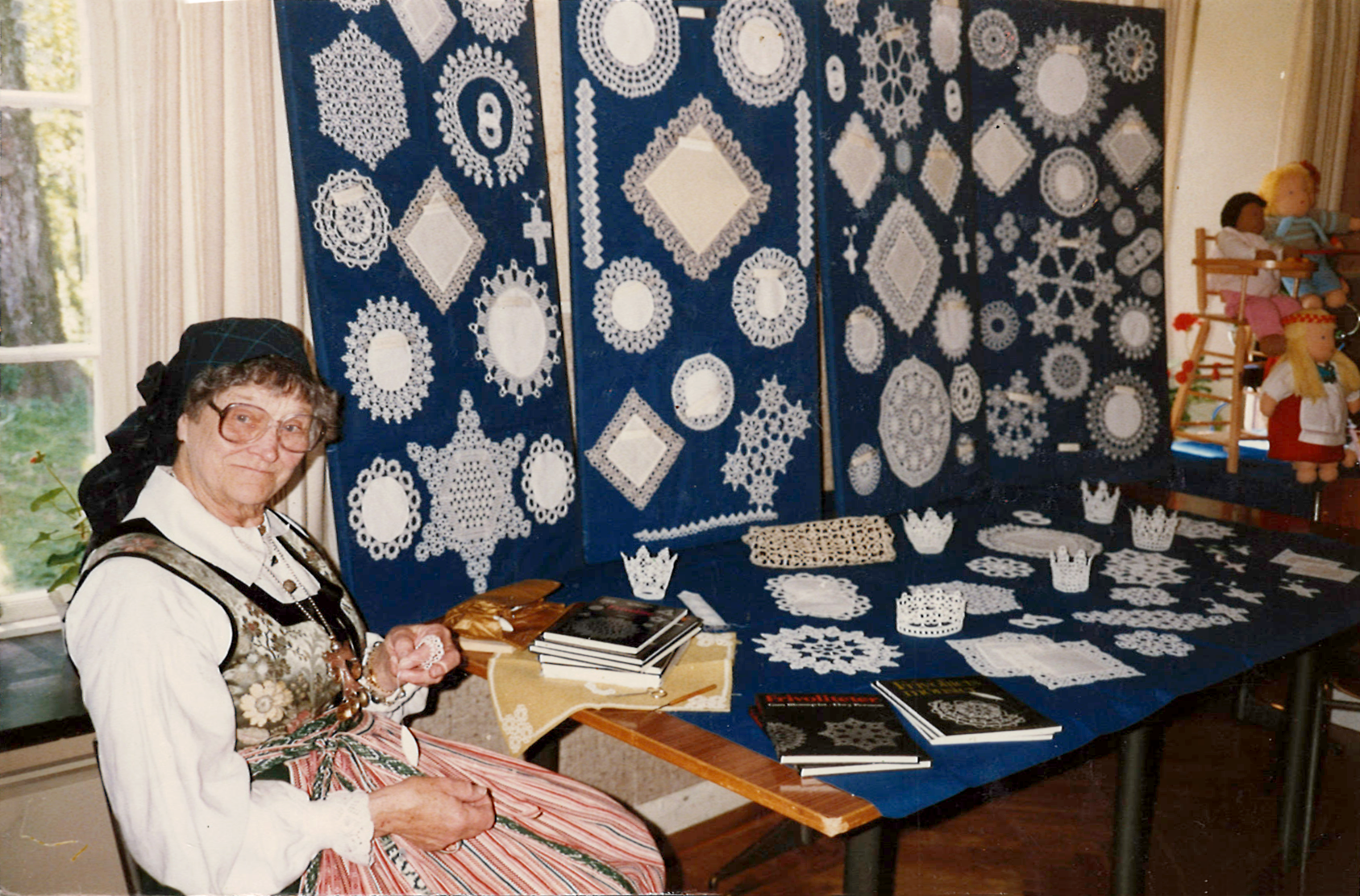
Мастер Элви Перссон на выставке со своими изделиями.

История появления и промышленного производства салфеток в разных регионах плохо задокументированы .
Вязание крючком родилось в XIX веке. Салфетки стали более популярными во второй половине XIX века. В то время их обычно использовали для подачи еды и защиты мебели.
В 1866 году вышла книга «Something For Everybody; and a Garland For The Year», в которой упоминаются небольшие салфетки с монограммой, на которые помещается бокал вина.
В начале XX века было принято ставить горячую выпечку на салфетку, которая сама кладется на тарелку.
Мода на салфетки начала угасать в конце Второй мировой войны. У домохозяек больше не было времени вышивать, появились бумажные салфетки, а изменение семейных привычек в отношении еды сделало использование салфеток за столом гораздо менее популярным.
Феминизм второй волны возродил салфетки, как объекты кропотливой и художественной работы. До этого периода изготовление кружевных салфеток считалось чисто женским производством, и поэтому серьёзно не документировалось и не исследовалось.
Марта Стюарт включила упоминания кружевных салфеток в несколько материалов в своём журнале Martha Stewart Living и опубликовала видео, посвящённое истории салфеток, в 2008 году, чем могла поспособствовать увеличению их популярности.
Движение «Сделай сам» 2010-х годов ознаменовалось переизданием руководств для создания кружевных салфеток .

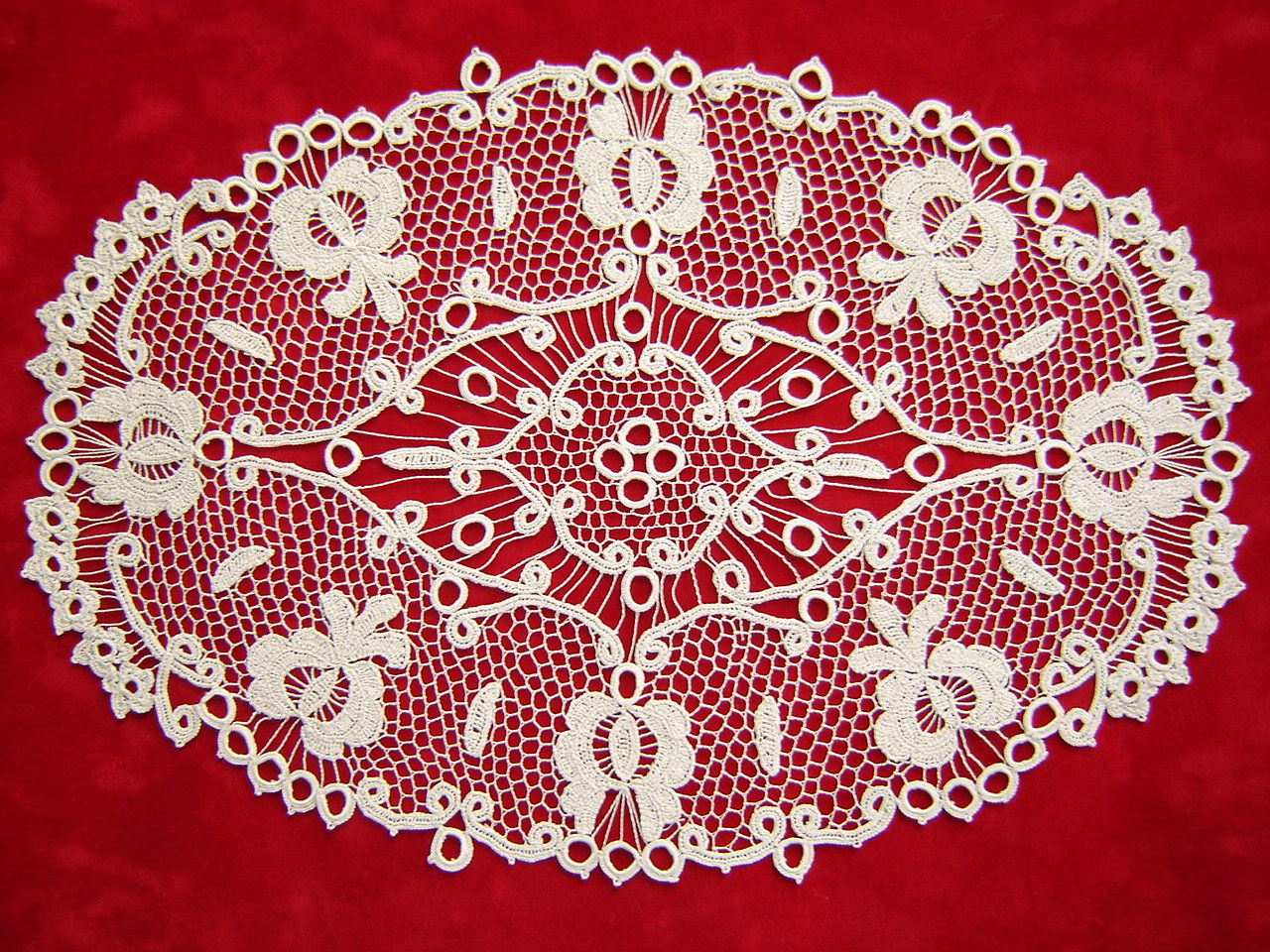
Вязаная декоративная салфетка.

Салфетки модны в качестве декоративного предмета в Японии.
Иногда современная сервировка предполагает замену скатерти несколькими салфетками под каждое блюдо и тарелку.
В статье, опубликованной в специализированном журнале «Psychologie und Gesellschaftskritik» в 2013 году, ученый в области средств массовой информации и коммуникаций Дагмар Хоффманн (Зигенский университет) рассмотрел онлайн-маркетинг «домашнего производства» и «случайности эстетики» в изделиях рукоделия. Хоффманн считает самодельные подушки для подогревателей яиц, которые в большом количестве предлагаются на онлайн-порталах рукодельниц, явлением, близким к китчу, чем-то между «вязаными крючком скатертями и шляпами из рулонов туалетной бумаги».

## Использование

### Защита мебели
В дополнение к своей декоративной функции салфетки выполняют практическую роль защиты мебели из ценных пород дерева от царапин, вызванных посудой или декоративными предметами, от пролитых жидкостей (чая, кофе, молока и т. д.) при использовании на чайных подносах или с чашками и блюдцами. При использовании для защиты спинок и подлокотников стульев они служат антимакассарами .
Традиционные салфетки часто накрахмаливали, чтобы они оставались жесткими и хорошо растягивались, особенно в случае салфеток со сложными отверстиями и очень тонкой нитью.
В Англии, Франции и Нидерландах большие салфетки также используются в качестве подставок под комнатные растения, на подоконники, а также на стулья или другую мебель.

### Флористика
Салфетки традиционно используются для связывания стеблей в букетах (формальные цветочные композиции, называемые tussie-mussies в викторианскую эпоху).

### Сервировка

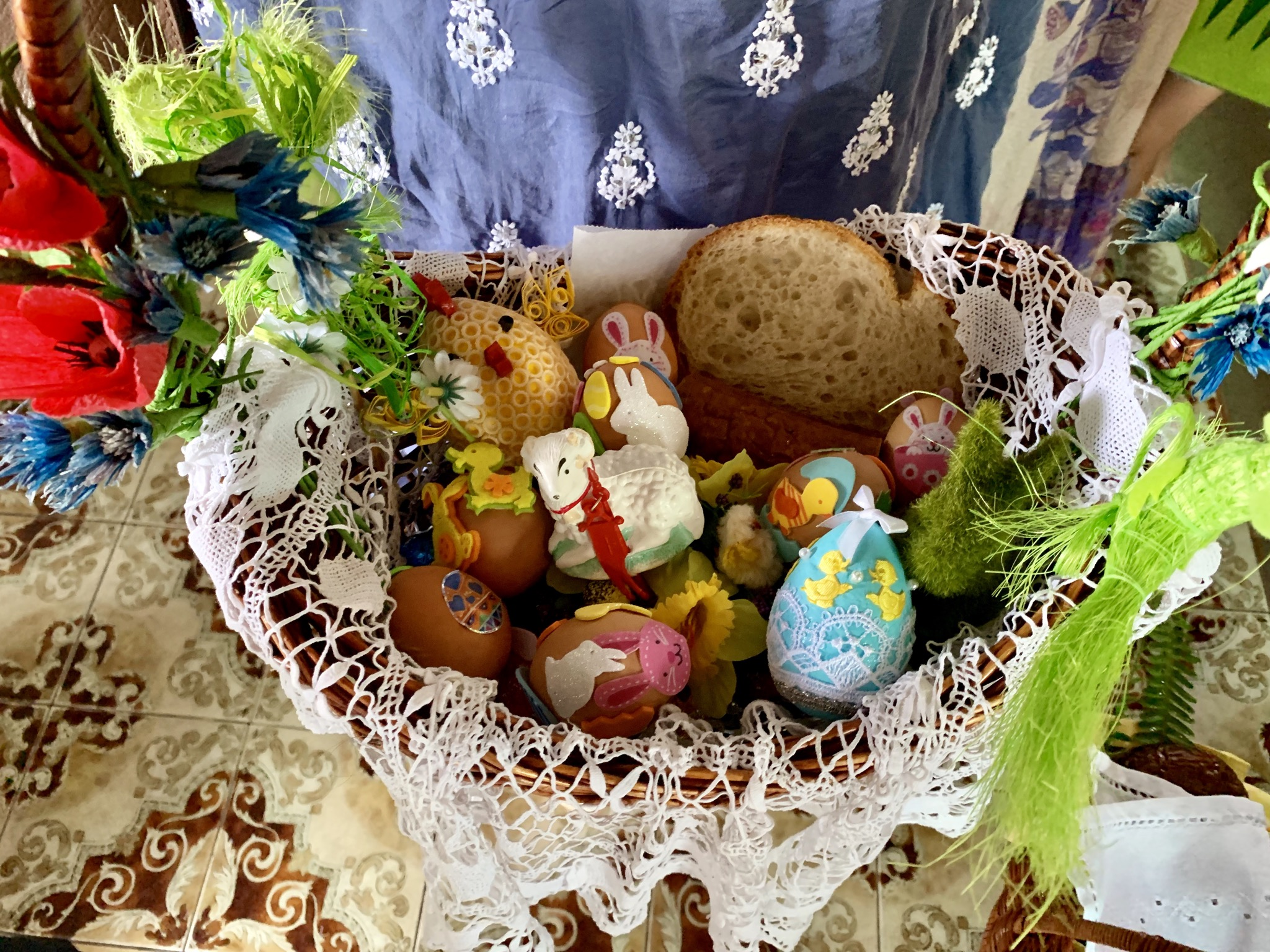
Пасхальная корзинка с салфеткой

Салфетки прилагаются к чашкам для пальцев (используются для смачивания и омовения пальцев), которые когда-то были обычным явлением на официальных обедах русской сервировки. Льняная салфетка отделяет десертную тарелку от чашки для пальцев. Обычай требует, чтобы и салфетка, и чаша для пальцев были убраны в верхний левый угол сервировки перед тем, как человек ненадолго окунает кончики пальцев в воду и высушивает их на салфетке. Этикет предполагает, что неспособность переместить оба предмета одновременно является оплошностью.
Одноразовые бумажные салфетки «были разработаны как более дешёвая, но респектабельная альтернатива обвязанным крючком льняным салфеткам» и обычно используются для украшения тарелок, помещаемых под еду для украшения.
Салфетка является обязательным атрибутом украшения пасхальных корзинок.

## Техники
Кружевные салфетки вяжут крючком, плетут в технике фриволите, вяжут спицами из хлопковых или льняных ниток, вырезают из бумаги.
Многие схемы для вязания крючком или спицами салфеток были опубликованы производителями ниток ещё в первой половине XX века. Дизайнеры часто были анонимными.
Мотивы могут быть круглыми или овальными, начинаясь от центра, напоминая полярную систему координат.
Салфетки, как и другие предметы домашнего обихода, могут быть сделаны путем вязания крючком рядов по сетке с использованием техники, называемой филейным вязанием, аналогично точкам в декартовой системе координат .
Современные дизайнеры продолжают создавать модели для любителей рукоделия.
В обзорах схем некоторые салфетки имеют вышивку или рельефный рисунок (лепестки роз, попкорн или оборки), хотя это может влиять на их функциональность, и тогда салфетка имеет только декоративную функцию.

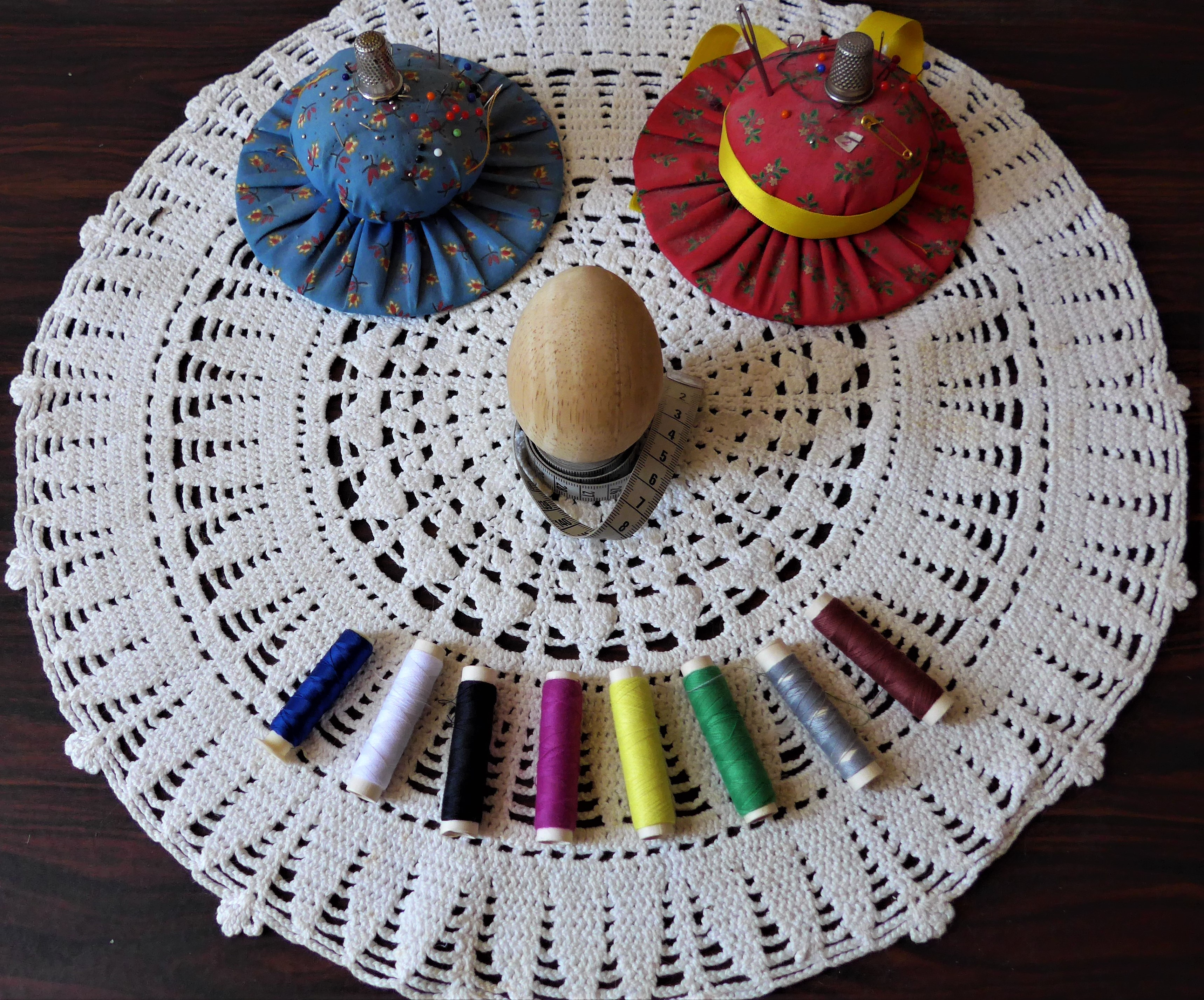
Круглая салфетка. связанная крючком
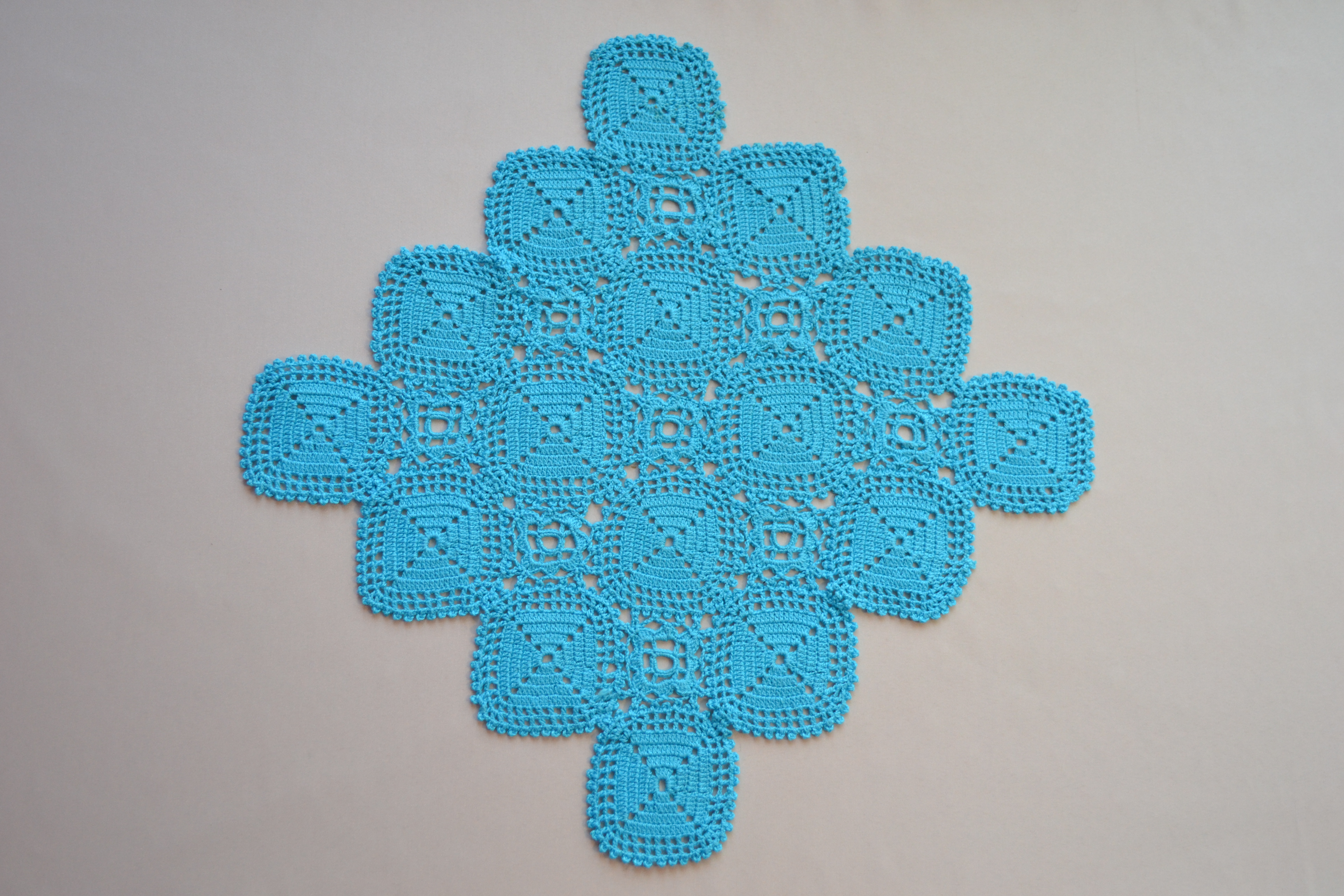
Салфетка, связанная крючком в Лученце (Словакия). Мастер: Бланка Луппова.
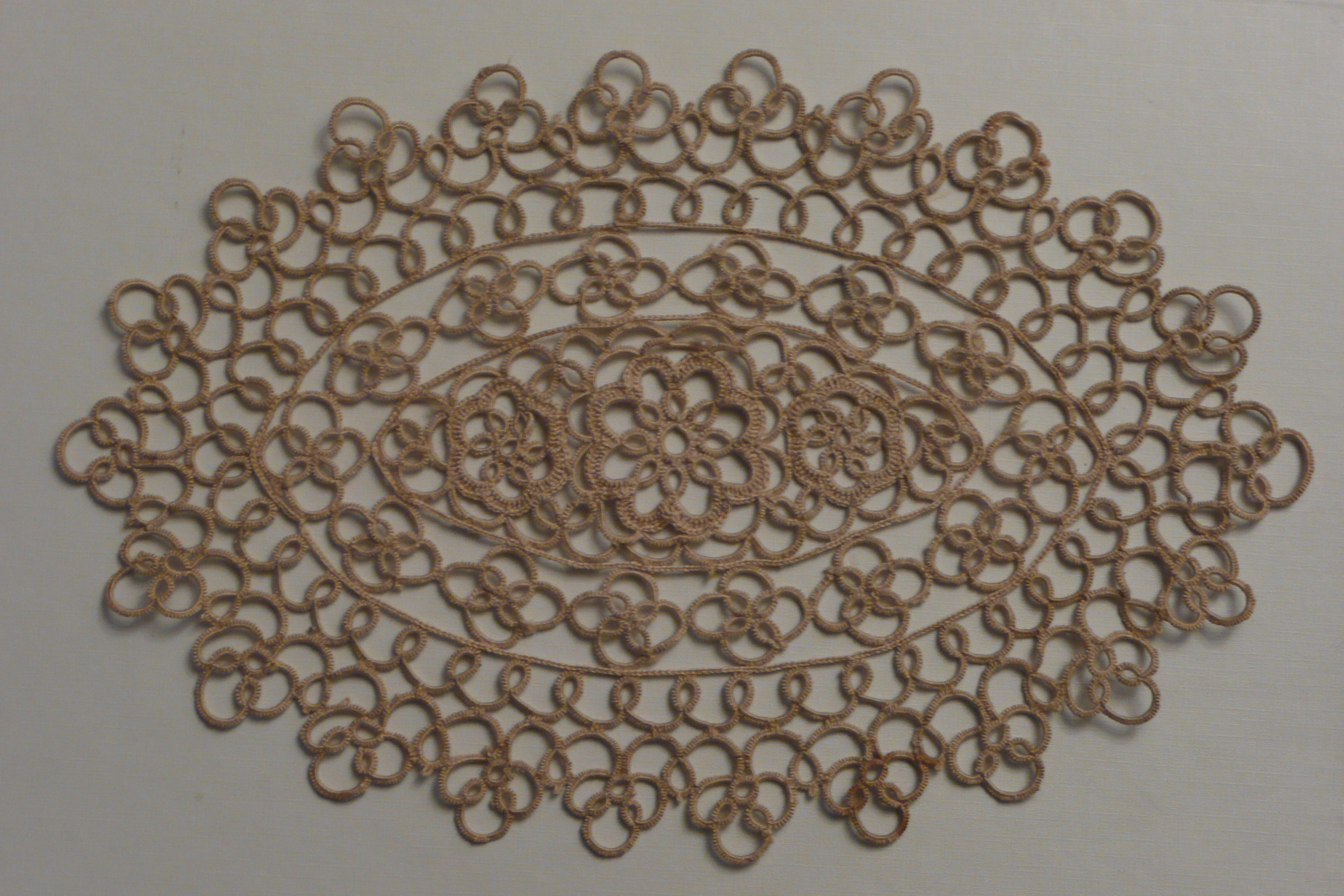
Салфетка, сплетенная техникой фриволите. Швейцария.
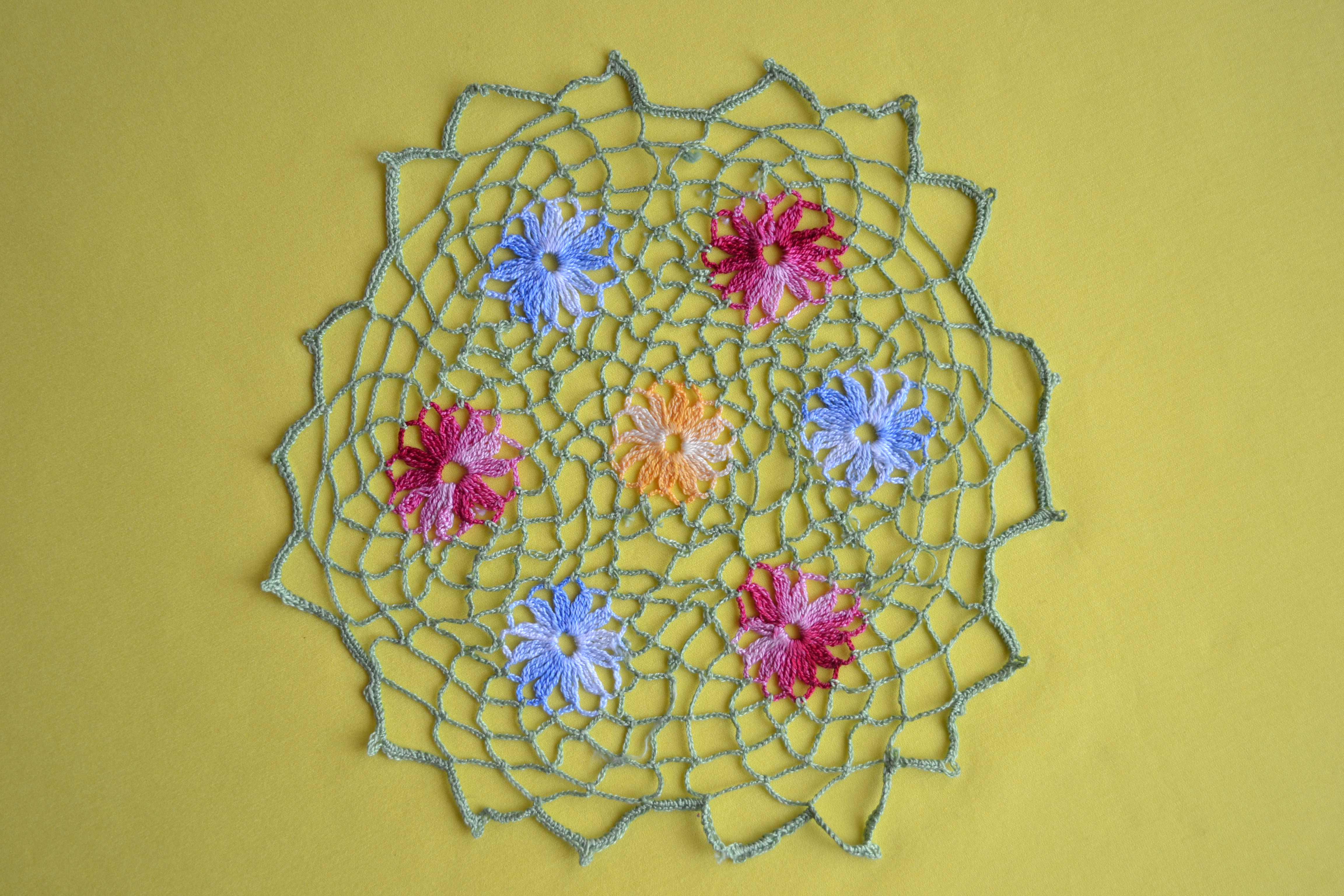
Салфетка, связанная крючком в Лученце (Словакия). Мастер: Бланка Луппова.
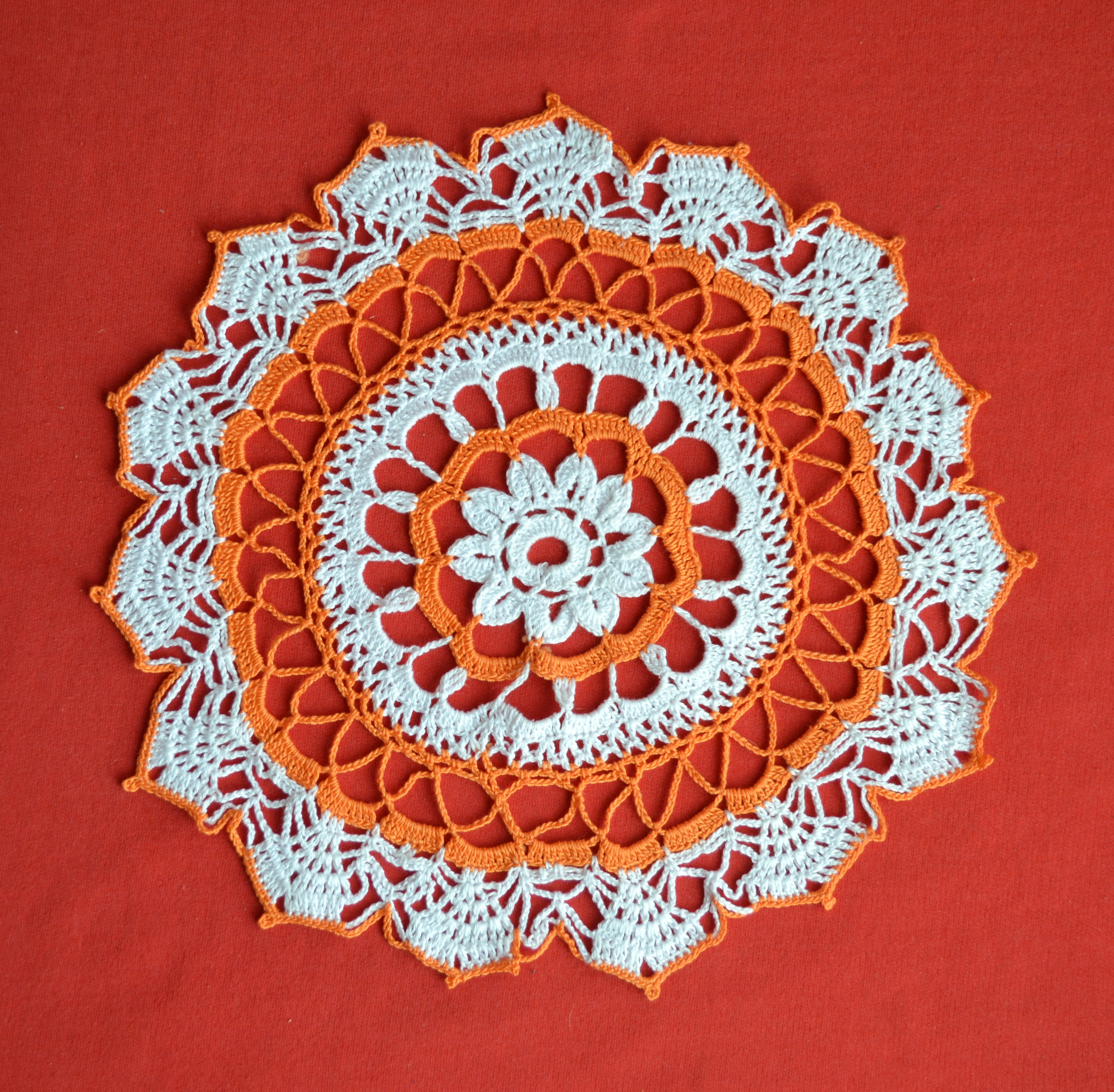
Круглая двухцветная салфетка, связанная крючком
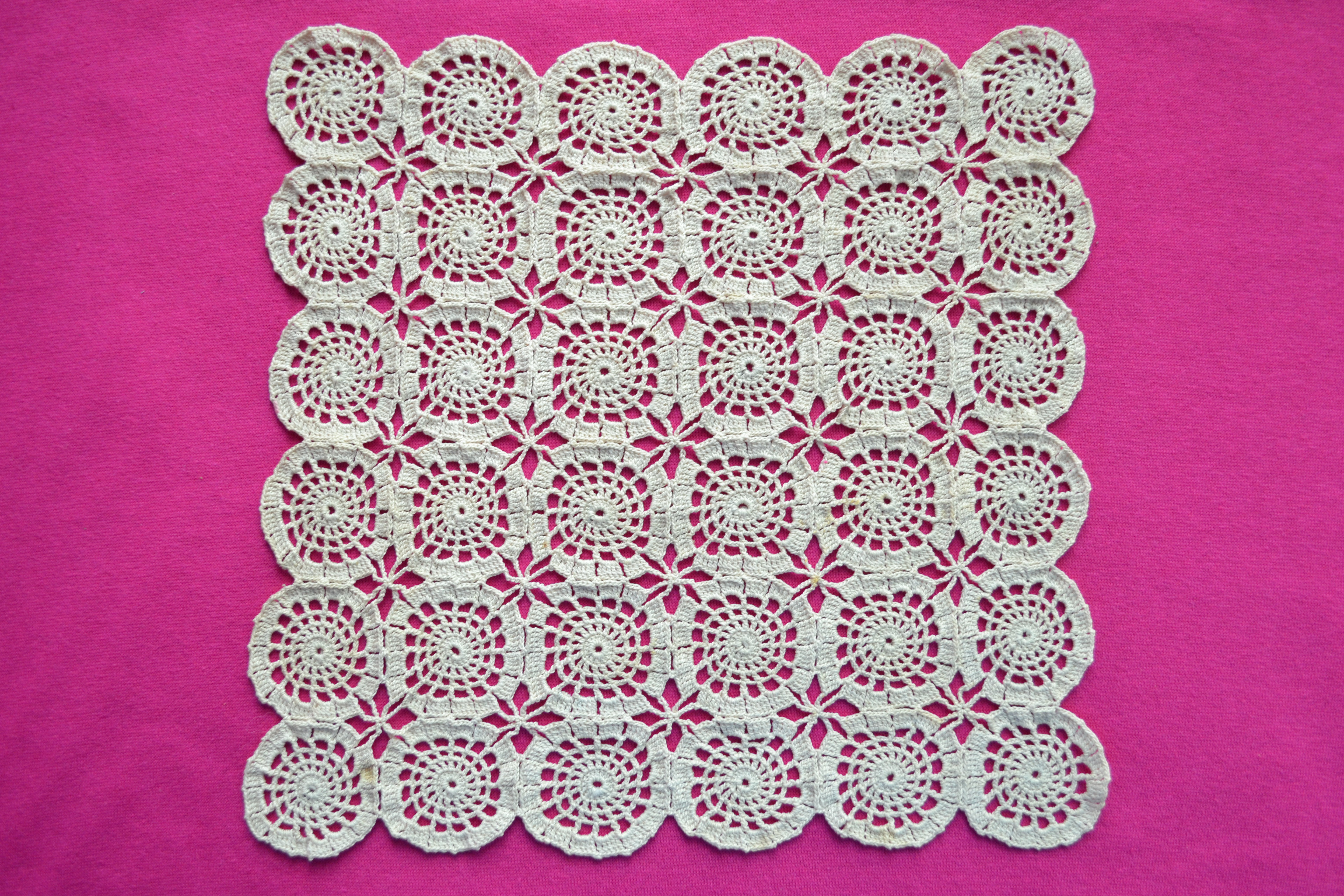
Квадратная салфетка (Словакия)
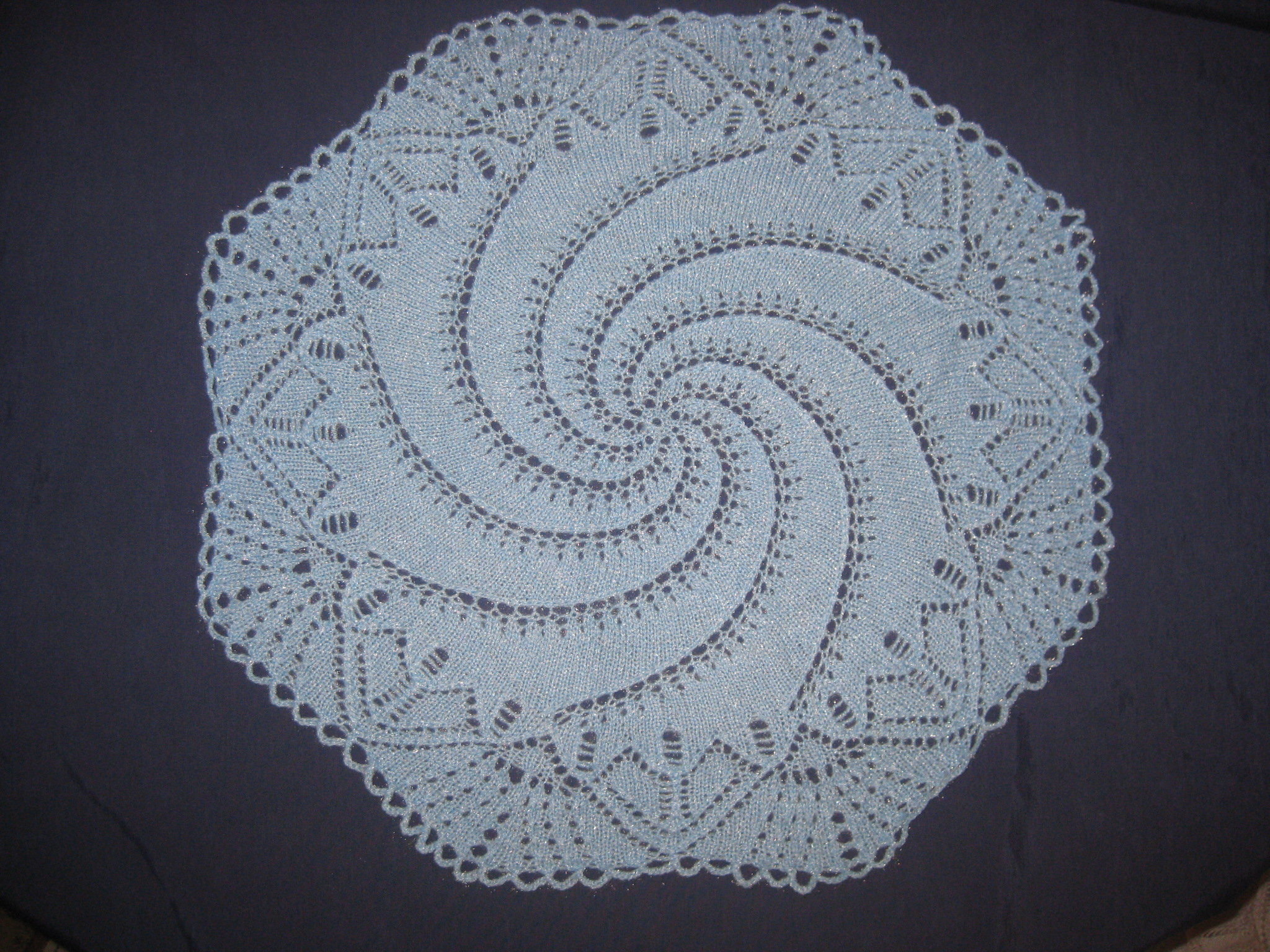
Салфетка, связанная спицами. Израиль.

## В России
Очень часто кружевные салфетки в России использовались для оформления красного угла в дома или квартире.

В 1930—1950-х годах является неотъемлемой частью интерьера советской дома и квартиры.
В России культура пролетариата жестко противопоставлялась культуре среднего класса горожан — культуре мещан. Борьба с мещанством была тождественна борьбе с пошлостью. Маленькому, домашнему, чистому ухоженному миру с геранью, кружевными занавесками на окнах, с кружевной скатертью, салфетками, мягким диваном, запахом пирогов, ванили, вазочкой с вареньем противопоставлялся коммунальный мир, с ценностями труда, борьбы, стройки, обновления, материальной аскезы. — Мясникова Л. А.
В музеях и библиотеках часто проходят выставки кружевных салфеток, выполненные в самых разных техниках.
Салфетки дифференцируют по следующим признакам:
- праздники: новогодние, свадебные, пасхальными
- изображения: цветов, фруктов и овощей[20].

Промышленный выпуск салфеток осуществляет: Вологодская кружевная фирма «Снежинка».